# Gsteinedt
Gsteinedt ist eine Ortschaft der Gemeinde Timelkam in Oberösterreich mit 61 Einwohnern (Stand 1. Jänner 2024).
Die Ortschaft grenzt im Süden an Außerungenach, im Osten an Heuweg, im Westen an Haag (alle Gemeinde Timelkam) und im Norden an Grillmoos (Gemeinde Ungenach).

## Geographie
Die Ortschaft zählt 18 Häuser, wovon die meisten einen landwirtschaftlichen Ursprung haben. Das Gebiet wird auch heute noch hauptsächlich von Land- und Forstwirtschaft geprägt. Der Ampflwangerbach bildet die Grenze zwischen Gsteinedt und Grillmoos. Bei der Wehr zweigt ein Werksbach ab, der zum ehemaligen Sägewerk führt und in Außerungenach wieder zum Ampflwangerbach stößt. Das ehemalige Sägewerk produziert immer noch Strom für den Eigenbedarf.

## Infrastruktur
Die Ampflwanger Lokalbahn führt durch Gsteinedt, heutzutage nur noch mit Museumsfahrten. Die Trattberg Landesstraße verbindet Timelkam mit Puchkirchen. Zu manchen Häusern führen Güterwege. Der Ortsteil verfügt über eine eigene Haltestelle der Postbuslinie 708 von Ampflwang nach Vöcklabruck.
Das Transportunternehmen Köbrunner hat in Gsteinedt seine Niederlassung.